# 日暮愛葉
日暮 愛葉（ひぐらし あいは、1971年11月8日 - ）は、日本のロック歌手、シンガーソングライター。本名同じ。父はコピーライターでブランド名「無印良品」を考案し、『おかあさんといっしょ』の体操の作詞を手掛ける日暮真三（ひぐらししんぞう）。伯父（父の兄）はイラストレーターの日暮修一（ひぐらししゅういち）。自由の森学園中学校・高等学校出身。

## 人物
1990年代初頭にバンド「SEAGULL SCREAMING KISS HER KISS HER」を結成。バンド名はロックバンドXTCの曲名から。インディーズで活動しながら他のメンバーの参加、脱退を何度か経てボーカル&ギター：日暮愛葉、ベース：小山ナオ、ドラムス：唐島孝治のスリーピースバンドに落ち着く。3人の編成が固まった頃、日暮が主宰するインディーズレーベル「パムグリア」からファーストフルアルバム『Give Them Back To Me』を発表。当時としては珍しく最初から海外での活動を念頭に置き、そのサウンドはもちろん、ライオットガール的な佇まいからして、他の日本のバンドとは一線を画す存在であった。Buffalo DaughterやCIBO MATTOらと共に、海外の空気を含んだ、新しいバンドの文脈を形成。音楽のカテゴリーとしては、オルタナティヴロックと呼ばれる領域が近い。日暮の風貌やキャラクターはソニック・ユースのキム・ゴードンやホールのコートニー・ラブを彷彿とさせる。初期はコアなインディーズシーンでラウド気味なオルタナティヴ・ロックを奏でていたが、時期が経つにつれ、よりポップでシンプルな面が強調されるようになってくる。2002年のSEAGULL活動休止以降はソロ、LOVES.、THE GIRLと様々な名義で活動を続けてきたが、2014年にSEAGULLの活動を再開する。
日本はもとより海外のミュージシャンとの親交も厚く、NY留学時代はソニック・ユースやアート・リンゼイ、ジャド・フェアなどと友人になり、音楽活動を始めてからはショーン・レノン等と共演している。

## 経歴
1990年、19歳のときにイギリスに半年間留学。帰国後、最初はイトウサチコと二人でSEAGULL SCREAMING KISS HER KISS HERを始める。イトウがドイツに留学したいと言うので、自身もアメリカ合衆国ニューヨークに2年間留学する。留学中に音楽活動を本格的に開始する決意をし、ベースギターを購入。
1992年、日本とニューヨークを行き来する間に知り合った小山ナオや辛島孝治を誘い、本格的にSEAGULL SCREAMING KISS HER KISS HERの活動を開始する。
1996年、日暮の友人だったカジヒデキの誘いで小山田圭吾（元フリッパーズ・ギター）主宰のトラットリア（ポリスター）からシングル「FLY」をリリース。
1998年、シャカゾンビのツッチーが参加したユニット「RAVOLTA（ラヴォルタ）」を結成し、ジョージ・マイケルの「フェイス」をカバーした。
1999年、アルバムに参加したギタリスト渡辺ヨシキ（ヨシキの名前の漢字は不明）と結婚し、長女が誕生するが家庭内不和により数年で離婚。この頃、ドラムスを担当していた唐島が脱退。離婚にまつわるストレスなどで日暮は精神的な不調に陥る。
2002年、約10年間に及ぶバンドの集大成であるベストアルバム「Dying For Seagulls」を発表後、バンドは活動休止。
2002年、本人からのラブコールによりYUKIのソロデビューシングル「the end of shite」の作詞・作曲・プロデュースを手掛ける。
2003年9月、Ki/oon Recordsよりソロデビュー。その後、ソロ活動を本格化させ、精神的な不調と闘いながら、ソロ名義の作品をリリース。「日暮愛葉」名義のフルアルバムが2枚発表されている。
2005年、以前から親交のあった秋山隆彦（ドラムス：downy, fresh!, KAREN）と、ソロ時代のサポートメンバーだった岩谷啓士郎（ギター/マニピュレーター：Keishiro IwataniBAND, トクマルシューゴ, フラバルス, golfer）に声をかけ、新たなバンド「LOVES.」を結成。ライブを中心に活動。
2006年10月にはタイのロックフェスに参加。
2007年3月、LOVES.初の音源にして13曲入りの1stアルバム『LUCKY ME』をリリース。レコーディング時にサポートとしてベースに中尾憲太郎が参加。
2008年、以前よりサポートメンバーとしてレコーディングに参加していた中尾憲太郎(ベース：ex.NUMBER GIRL, 現 Crypt City, younGSounds)と中村浩（サックス/フルート：fresh!）を新たにパーマネントメンバーに迎え、「日暮愛葉 and LOVES!」としてアルバム『Now is the time!』を日暮の自主レーベル「chance! dance! Record」よりリリース。
2009年、「RAVOLTA」の10年ぶりの復活。同年12月、4年半ぶりとなる「日暮愛葉」名義のアコースティックサウンド満載のソロアルバム『perfect days』をFelicityよりリリース。
2010年、LOVES.の3rdアルバム『JM』をFelicityよりリリース。アルバム完成後に岩谷が脱退し、伊東真一（ギター：Fresh!, HINTO, ex.SPARTA LOCALS）をサポートに迎える。11月、LOVES.の活動休止を発表。
2011年1月12日、オフィシャル・ブログで3ピースのガールズ・オルタナティブバンド「THE GIRL」の結成を発表。参加するのは、浅井健一のサポートでも知られるベース/ボーカルの林束紗（scarlet）とドラム/コーラスのおかもとなおこ（つばき）。10月、THE GIRLの1stアルバム『Lost in wonder』をFelicityよりリリース。日本ツアーNYC miniツアーなど精力的なライブ活動を行う。
2012年12月、THE GIRLの2ndアルバム『UR sensation』をリリース。同時に関節炎および腱鞘炎の悪化を理由にベースの林束紗の卒業を発表。
2014年4月16日、日暮愛葉デビュー18周年(アイハイヤー)を記念して日暮愛葉のシーガルからTHE GIRLまでの18年間の軌跡を辿るオールタイムベスト『“18” aiha higurashi cherish my best』を発売。5月5日、SEAGULL SCREAMING KISS HER KISS HERが新編成で活動再開。メンバーは、日暮（ボーカル/ギター）、中尾憲太郎（ベース/コーラス）、おかもとなおこ（ドラムス）、蓮尾理之（キーボード：385, bonanzas, JETZEJOHNSON, siraph, 元School Food Punishment）、一ノ瀬雄太（ギター：快速東京）、moe（コーラス：Miila and the Geeks、Twee Grrrls Club）の6人となる。

## ディスコグラフィー

### ソロ作品

#### ミュージックビデオ
| 監督              | 曲名                                                                     |
| 北山大介×笹原清明 | 「What To Say」                                                          |
| 竹内鉄郎          | 「Silly Girl」                                                           |
| 摩耶              | 「Platonic」                                                             |
| 不明              | 「FANTASY (PENTHOUSE Ver.)」「NEW LIFE」「ユメミタイ (cherish my life)」 |

### 参加作品
| 発売日         | タイトル                                                                            | 規格品番            | 収録曲                                                                              | 備考              |
| -------------- | ----------------------------------------------------------------------------------- | ------------------- | ----------------------------------------------------------------------------------- | ----------------- |
| 2002年3月27日  | PRISMIC                                                                             | ESCL-2300           | 「眠り姫」編曲 「the end of shite」作詞・作曲・編曲 「I U Mee Him」作詞・作曲・編曲 | 備考              |
| 2005年04月06日 | Fine Time 2 A Tribute to NEW WAVE                                                   | UPCH-1398           | 3.This is not a Love Song / 日暮愛葉÷中村弘二                                       | Polydor           |
| 2005年04月06日 | BARFOUT!presents『authentica～mellow』                                              | SRCL-5896           | 7.ユメミタイ (cherish my life)                                                      | gr8! records      |
| 2005年04月27日 | Ki/oon Records Overseas Compilation                                                 | KSCL-815/6 KSCL-817 | 13.ユメミタイ (cherish my life)                                                     | Ki/oon Music Inc. |
| 2007年10月17日 | Rock for Baby                                                                       | KSCL-1212           | 15.Twinkle Twinkle Little Star / LOVES.                                             | Ki/oon Music Inc. |
| 2010年06月16日 | Kill your T.V. meets felicity EP -curated by aiha higurashi-                        | PECF-1021           | 6.what to say                                                                       | felicity          |
| 2013年07月24日 | Buffalo Daughter「ReDiscoVer. Best, Re-recordings and Remixes of Buffalo Daughter」 | UMA-1022            | 2. Beautiful You 20th featuring 日暮愛葉&有島コレスケ                               | UMA               |

## 出演

### ラジオ
- Platonic Time（NORTH WAVE 2005年4月 - 7月）

### 主な出演イベント
- 2003年08月08日 - スペースシャワー列伝 第29巻 〜光波（きらめき）の宴〜
- 2003年12月30日 - COUNTDOWN JAPAN 03/04
- 2010年04月23日 - ふくろうず「ループするツアー」
- 2012年05月05日 - LONDON CALLING（「THE GIRL」として出演）
- 2012年12月03日 - 冷牟田竜之 presents Taboo 〜HIYAMUTA 50th Anniv. Special〜（「THE GIRL」として出演）